# Judith Prat
Judith Prat (Altorricón, Huesca,1973) es una fotógrafa y documentalista española. Licenciada en Derecho y especializada en derechos humanos y libertades fundamentales decidió formarse y dedicarse profesionalmente a la fotografía y el cine documental. Ha documentando temas relacionados con las violaciones de derechos humanos, el territorio y la memoria, prestando especial atención a la situación de las mujeres. Sus imágenes buscan interpelar al espectador y provocar, no solo emoción sino también reflexión.
En sus últimos proyectos ahonda en los procesos de investigación previos al hecho fotográfico y explora narrativas visuales que generan una relación entre las imágenes y el pensamiento crítico, pues considera que es entonces cuando la fotografía tiene capacidad de transformación colectiva.

## Trayectoria
Ha trabajado en África, Oriente Medio y América Latina fotografiando diferentes temas como el conflicto armado y las minas de coltán en la R.D. del Congo, la extracción de petróleo en el Delta del Níger, la violencia de Boko Haram en el noreste de Nigeria, los conflictos en  Kurdistán y Yemen, el feminicidio en Ciudad Juárez o las violaciones de los derechos humanos que sufre el colectivo campesino en el mundo. En los últimos años está desarrollando proyectos de largo recorrido relacionados con el territorio y  la memoria como Matria y Brujas.
En 2023 recibe el premio Imagen de la Sociedad Geográfica Española, en 2021 la Sabina de plata a su trayectoria profesional y en 2017 el Premio Artes&Letras de Fotografía. Ha sido seleccionada para el New York Times Portfolio Review y ha recibido la Beca Leonardo de investigación en comunicación de la Fundación BBVA y la Beca del Seminario de Fotografía de Albarracín. Sus trabajos han sido premiados y reconocidos en festivales y galardones internacionales como el Prix de la Photographie Paris, el Julia Margaret Cameron Award en Reino Unido, Photofest Award en México, o el International Photography Awards en EE. UU. Además, ha estado nominada a los Premios Gabriel García Márquez o al programa 6x6 del World Press Photo.
Su obra la vertebra una mirada con perspectiva de género, subrayando cómo los conflictos bélicos, las desigualdades sociales y la destrucción de nuestro planeta afectan a las mujeres, buscando descubrir y documentar relatos donde tradicionalmente han sido invisibilizadas.
También ha comisariado exposiciones, imparte conferencias y masteclass sobre su obra en universidades, instituciones y organizaciones culturales y sociales y participa como jurado en premios de fotografía nacionales e internacionales.

## Obra
Sus imágenes se han expuesto en España en el Museo Nacional Centro de Arte Reina Sofía, el Círculo de Bellas Artes o en PhotoESPAÑA, en ciudades de todo el mundo y eventos tan relevantes como el Foro Social Mundial en 2021.Ha publicado en medios como The New York Times, Al Jazeera,  The Guardian, VICE, Days Japan, Eldiario.es o el Mundo. Es autora del fotolibro MATRIA,
Como documentalista ha dirigido los cortometrajes Tú siéntate y Decían que era bruja. 

### Brujas
La autora sigue el hilo de la historia y construye un mapa visual evocador de los hechos y los lugares claves de la caza de brujas en los Pirineos entre los SXV y XVIII, identificando símbolos, tradiciones y estigmas con el objetivo de destruir viejos estereotipos y dignificar la memoria de las mujeres condenadas por brujería.  
Un acercamiento al pensamiento mágico, a la historia y al territorio donde se establece un diálogo visual entre aquellas mujeres condenadas a la horca o a la hoguera y las que en la actualidad habitan los Pirineos. ¿Quiénes serían las brujas ahora? 

### Matria
Relato visual de la situación del campesinado en el mundo, es un homenaje a la mujer campesina que garantiza la soberanía y seguridad alimentaria y es una llamada de alerta ante las agresiones que sufre la madre tierra por los intereses trasnacionales de la agroindustria o la gran minería. Es también un grito de socorro frente a las violaciones de los derechos humanos que sufre el colectivo campesino del mundo. El resultado de este trabajo fue un fotolibro. 

### Expolio
Este proyecto es el resultado visual de la investigación sobre la génesis y las consecuencias de los conflictos que atraviesan dos de los países más relevantes de África: RD del Congo y Nigeria, a los que Prat ha dedicado gran parte de su trabajo. Si bien las causas de la guerra y su cronificación son múltiples y complejas, la riqueza y quien se queda con ella influye de forma directa en el origen de la práctica totalidad de las disputas.
La explotación de coltán en la R.D. del Congo o del petróleo en Nigeria no han garantizado mejora alguna para la población. Por el contrario, su saqueo por parte de multinacionales extranjeras y la corrupción de las autoridades locales han favorecido el surgimiento de una violencia que golpea y empobrece al pueblo, y especialmente a ellas.

## Exposiciones

### Exposiciones individuales
- Bienal de Arte de La Habana. 2024. BRUJAS
- Instituto Cervantes, Toulouse. 2024 BRUJAS
- Teatro del Parque Nacional, Bogotá. 2024. Boko Haram, una guerra contra ellas.
- Instituto Cervantes, Andorra. 2024. BRUJAS
- Festival internacional de fotografía de Matanzas. 2024. Coltán.
- Universidad de Cuenca. 2024. Coltán.
- Museo Gaya Nuño, Soria. 2024. BRUJAS
- Centre d’Art l’Estacio, Denia. 2024. BRUJAS
- Centro Andaluz de la Fotografía, Almería. 2024. BRUJAS
- Sala de Exposiciones del Ayuntamiento de Sabiñánigo. 2024. Matria
- Museo Barjola, Gijón. 2023. BRUJAS
- Sala Caballerías, Ainsa. 2023. BRUJAS
- PhotoEspaña, 2023. BRUJAS
- Centro de Historias de Zaragoza, 2023. BRUJAS
- Sala de exposiciones de Caspe, 2023. Matria
- Biblioteca Central Santa Coloma de Gramenet, 2023. Expolio.
- Museo Municipal de Albacete, 2022. Matria
- Instituto Cervantes de Bruselas, 2022. Boko Haram, una guerra contra ellas.
- Plaza de la Virgen Blanca, Vitoria-Gasteiz, 2022. Tránsitos y tráficos: mercados que matan.
- Centro cultural Manuel Benito Moliner, Huesca, 2022. Matria.
- Festival Latitudes. Sala de exposiciones Universidad de Huelva, 2022. Matria.
- Festival internacional de cine documental Espiello, 2022. Ciudad Juárez, mujeres en lucha.
- Foro social mundial. México 2021. Expolio
- Jardines Méndez Núñez, A Coruña. 2021. Matria
- Sala de exposiciones, Altorricón. 2021. Matria
- Palacio de congresos, Huesca. 2021. Ciudad Juárez, mujeres en lucha.
- Sociedad fotográfica de Guipúzcoa. 2021. Expolio
- IAACC Pablo Serrano, Zaragoza. 2020. Matria
- Palacio Molina, Cartagena. 2020. Expolio
- Sala de exposiciones, Alcañiz. 2020. Expolio
- Sala de exposiciones del Kiosko Alfonso, La Coruña. 2019. Boko Haram, una guerra contra ellas.
- Festival Imaginaria. Galeria Octubre Ágora universitaria, Castellón. 2019. Expolio.
- Casa de las Culturas, Zaragoza. 2019. Ciudad Juárez, mujeres en lucha.
- UNED Tudela. 2019. Expolio.
- ESDIR Escuela Superior de Diseño de La Rioja, Logroño. 2019. Expolio.
- Cloître Saint-Louis, Avignon. 2018. Expolio.
- BilboArgazki, Edificio UPV-BBK, Bilbao. 2018. Nigeria: norte y sur del gigante africano o el porqué de Boko Haram.
- Festival Femme in arts Amposta. 2018. Mujeres en los conflictos.
- PhotoESPAÑA. 2018. Expolio.
- Casa de la Cultura, Burlada. 2018. Expolio.
- Casa de la Cultura, Barañain. 2018. Expolio.
- Ciudadela de Pamplona.  2017. Expolio.
- Palacio de Congresos de Vitoria. 2017. Nigeria: norte y sur del gigante africano o el porqué de Boko Haram.
- Maison du Devéloppement Durable, Montreal. 2016. Coltán.
- Sala de exposiciones Alumbre, Ciudad Real. 2016. Nigeria, norte y sur del gigante africano o el porqué de Boko Haram.
- Zoom Photo Festival Sanguenay, Quebec.  2015. Coltán.
- Libertad Gallery Querétaro, México, 2015. El guitarrista.
- Centro Joaquin Roncal CAI, Zaragoza. 2015. Salud y mujer en Cuba.
- El Trapiche, Granada. 2014. Coltán.
- Casa de las Culturas, Zaragoza. 2014. Coltán.
- PICS 2013, Barcelona. 2013. Manchester.
- Centro Cultural Pati Llimona, Barcelona. 2013. La Luz, chabolismo portuario.

### Exposiciones Colectivas
- Patio de la Infanta, Zaragoza. España, 2023. Los desastres de las Guerras
- Museo Nacional Centro de Arte Reina Sofía, Madrid. 2020. Con tres Heridas yo.
- Centro de fotografía con causa DKV, Zaragoza. 2020. Covid Photo Diaries
- PhotoESPAÑA 2020, Madrid. 2020. El tiempo detenido.
- Parlamento de Cantabria. Santander, 2020. Sahara Occidental, no es país para periodistas.
- Palau de la Generalitat, Barcelona. 2019. Fotoperiodistes. Mirades a les violències masclistes arreu del món.
- Museo Barjola, Gijón. 2019. Creadores de conciencia.
- La Lonja, Zaragoza. 2019. Creadores de conciencia
- Círculo de Bellas Artes, Madrid. 2019. Creadores de conciencia.
- IAAC Pablo Serrano de Zaragoza. 2018. Imágenes por la diversidad y la integración.
- La Lonja, Zaragoza. 2019. Cierta Luz. De fotógrafas aragonesas.
- Palau Robert, Barcelona. 2018.Creadores de conciencia.
- Museo Patrimonio Municipal de Málaga. 2014. International Biennial of fine art and documentary photography (Worldwide Photography Gala Awards),

## Documentales
- Prat, Judith (2023). Decían que era bruja.
- Prat, Judith (2016). Tú siéntate.

## Fotolibros
- Prat, Judith (2020). Matria. España: Gobierno de Aragón. ISBN: 978-84-8380-431-5
- Prat, Judith (2017). Expolio. España: África Imprescindible. Depósito legal: NA2713-2017

## Publicaciones
- Prat, Judith. 2020. Matria. Pikara Magazin. [28]
- Prat, Judith. 2020. Ocho historias breves de la Pandemia. New York Times. [29]
- Prat, Judith. 2020. Semillas, feminismo y soberanía alimentaria. Eldiario.es. [30]
- Prat, Judith. 2020. Ser campesino si estalla la Guerra. Eldiario.es. [31]
- Prat, Judith. 2020. Trabajadores agrícolas mexicanos, la fortaleza del campo en EEUU. Eldiario.es. [32]
- Prat, Judith. 2020. El agronegocio y la gran minería, campesinos despojados de su tierra en Mozambique. Eldiario.es. [33]
- Prat, Judith. 2018. Struggle and survival in war-torn Yemen. Al Jazeera. [34]
- Prat, Judith. 2018. El triple olvido de la guerra de Yemen. Naiz. [35]
- Prat, Judith. 2016. The Nigerian refugees displaced by Boko Haram. The Guardian. [36]
- Prat, Judith. 2016. Days Japan. Boko Haram
- Prat, Judith. 2016. Esclavas de Boko Haram. El Mundo. [37]

## Otras publicaciones
- Prat, Judith. “Vindicación feminista, 1976”. AAVV. La fotografía habla de revoluciones. Edición Laura Terré, 2022, Fundación Mapfre. ISBN: 978-84-9844-825-2
- Prat, Judith. “Vecinas de la Luna”. AAVV. Voces de mujeres. Edición Jineth Bedoya, 2020, ONU Mujeres.
- Prat, Judith. Divina Campo Remiro. La Mirada de una pionera. Dirección de edición y textos Lara Albuixech, Lorena Cosba, Tamara Marbán, Judith Prat. 2019, Diputación Provincial de Huesca. ISBN: 978-84-92749-84-3
- Prat, Judith. “Mujeres y niñas desplazadas en Nigeria”. AAVV. Mujeres migrantes: (de)construyendo identidades en tránsito / coord. por Nieves Ibeas Vuelta, 2019, ISBN: 978-84-17873-57-8, págs. 145-160

## Premios
- Nominada a los premios Simón de Cine. 2024 [38]
- Seleccionada en The New York Portfolio Review, para The New York Times, 2023.
- Premio Imagen de la Sociedad Geográfica Española 2022.[39]
- Premio Sinyal Mayestros del Festival Internacional de Cine documental de Sobrarbe 2022.
- Sabina de Plata a la trayectoria profesional 2021.[40]
- Nominada a los Premios Gabo 2021. Proyecto Covid Photo Diaries.[41]
- Premio de la Asociación de Fotoperiodistas de Aragón 2021. Proyecto Covid Photo Diaries. España. [42]
- Candidata 6x6 Talent Program World Press Photo 2019. EEUU.
- Nominada al Premio Altoaragoneses de la Cultura 2019. España.
- Beca Leonardo de investigación en comunicación y ciencias de la información Fundación BBVA 2018. España.[43]
- Premio Artes&Letras de fotografía 2017. España.[44]
- Human nature photojournalism contest 2015. Canadá. [45]
- Julia Margaret Cameron Award 2014. Reino Unido.[46]
- Premio Photofest 2014. México.
- Prix de la Photographie Paris 2014. Francia (oro en la categoría de reportaje de prensa).
- International Photography Awards (IPA) 2014. EEUU (3.er puesto en la categoría de noticias generales y mención de honor en ensayo y reportaje fotográfico)[47]
- Moscow International Foto Awards 2014. Rusia. (1.er premio en la categoría Medio Ambiente).
- Best of Photography Contest by Sigma 2014. EEUU (finalista).
- International Photography Awards (IPA) 2013. EEUU (Mención de Honor en las categorías de ensayo y reportaje fotográfico y en noticias generales).
- Beca del Seminario de fotografía y periodismo de Albarracín 2013. España.
- Finalista beca Festival Internacional de fotoperiodismo PHOTON 2011. España.